# Königgrätzer Marsch
Der Königgrätzer Marsch (Armeemarsch II, 134; Armeemarsch II, 195) ist ein deutscher Militärmarsch.
Der preußische Militärmusiker Gottfried Piefke komponierte nach dem Sieg der preußischen Truppen über die Österreicher in der Schlacht bei Königgrätz am 3. Juli 1866 den Königgrätzer Marsch. Dieser Sieg ebnete den Weg zur Vorherrschaft Preußens im Deutschen Bund und damit letztlich auch zur kleindeutschen Lösung mit Gründung des deutschen Kaiserreiches 1871. 
Die erste Niederschrift des Marsches soll Piefke noch auf dem Schlachtfeld selbst angefertigt haben. Er beschreibt in zwei Motiven zunächst das unentschiedene Gefecht zwischen dem ersten preußischen Kontingent und den Österreichern, das zweite Motiv steht für das entscheidende Eintreffen preußischer Verstärkung. Als Trio für den Königgrätzer Marsch verwendete Piefke den Hohenfriedberger Marsch, wohl um an die Siege Friedrichs II. über die Österreicher zu erinnern. Ergänzend dazu schuf Piefke den „Königgrätzer mit anderem Trio“ (Heeresmarsch IIIB, 67); diese zweite Fassung ist heute kaum noch bekannt.
Der Königgrätzer Marsch war der Regimentsmarsch des Oldenburgischen Infanterie-Regiments Nr. 91.
Der Königgrätzer Marsch gehört heute zu den bedeutendsten und bekanntesten deutschen Militärmärschen und wird häufig bei offiziellen Anlässen gespielt, in Österreich hingegen ist er aus naheliegenden Gründen bis heute sehr selten zu hören.

## Populärkultur
- Indiana Jones und der letzte Kreuzzug: In Berlin findet gerade eine Bücherverbrennung statt, als Indiana dort auftaucht, um sich ein Buch wiederzubeschaffen. Er trifft Dr. Schneider und bekommt ungewollt von Adolf Hitler ein Autogramm in dieses Buch, dabei spielt im Hintergrund der Marsch.
- In den Videospielen Call of Duty: World at War, Isonzo und Tannenberg werden Teile des Marsches in Spielszenen mit deutschen Einheiten verwendet.